# 巴伐利亞的路德維希·斐迪南
巴伐利亞的路德維希·斐迪南（德語：Ludwig Ferdinand von Bayern，1859年10月22日—1949年11月23日），巴伐利亞阿達爾貝特王子的長子，路德維希一世的孫子。

## 家庭
1883年，路德維希·斐迪南與西班牙的瑪麗亞·德拉帕茲結婚。瑪麗亞·德拉帕茲的父親是路德維希·斐迪南的舅舅法蘭西斯科，母親是女王伊莎貝拉二世。兩人共有2子1女：
1. 斐迪南（英语：Prince Ferdinand of Bavaria）（1884年—1958年）
2. 阿達爾貝特（1886年—1970年）
3. 皮拉（英语：Princess Pilar of Bavaria）（1891年—1987年）